# 和風
和風（わふう）は、音楽・美術・建築などの芸術や衣食住などの文化において「日本的」な特色や味わいを形容する言葉である。
この言葉は常に他の国からの影響と対比して用いられる。
類語には和様（わよう）、和式（わしき）、「日本式」、「和風テイスト」、「日本テイスト」などがある。和風の中でも「純和風」や「モダン和風」と細かく区別して用いられることもある。書や寺院建築の分野では「和様」を用いることが多い。

## 「和」について
「和」は、それ自体が文化的概念となっている日本語である。
「和」は、中国から伝わった時は、元々「調和」･「平和」･「均衡」を意味していた。日本の哲学・文化においては、いくつもの微妙に異なる意味を持つ指導的概念であった。現在でも、日本的価値として最も重要だと考えられている。
「和」は、同時に日本そのものや日本的なるもの（例えば日本式食事を意味する「和食」など）をも表す。この意味で、20世紀の歴史を通して「和」は高度に感情的および/あるいは政治的概念であり続けている。

## 対比される外国からの影響
日本に外国の影響が入ってきた場合、まずはそれに習った異国風の文化が花開き、追ってそれを反省・消化した「和風」化が進むことが多い。

### 例
- 大陸の影響を受けた「唐風」（とうふう・からふう）、「唐様」（からよう）、「天竺様」（てんじくよう）

　中国風の食事を「中華料理」、中国メーカーがで作った「中華スマホ」
- 西洋の影響を受けた「南蛮」、「洋風」、「西洋風」
- 東南アジア・インドの影響を受けた「エスニック」、韓国で発祥した「韓流スター」「韓流ドラマ」

## 「和風」芸術と文化の例
- 衣：和服
- 食：和食、和風ハンバーグ・和風パスタ・和風ドレッシングなどの、醤油味にした外国料理
- 住：和様建築、神社建築、和風（和式）便器

- 歌舞音曲・芸能
  - 雅楽、猿楽、能、狂言、歌舞伎、日本舞踊
  - 常磐津、浄瑠璃
  - 落語、講談、浪曲、萬歳
- 美術
  - 大和絵、浮世絵、日本画、陶芸
- 書
- 文学
  - 物語、俳諧、和歌、今様
- 芸道
  - 茶道、華道、香道
- 武道